# كارل غيلديمايستر
كارل غيلديمايستر (بالألمانية: Karl Gildemeister)‏ ( 1820 – 1869 م) هو مهندس معماري ألماني، ولد في بريمن وتوفي في بريمن عن عمر يناهز 49 عاماً.